# Trinidad (estación)
Trinidad es una estación ferroviaria que forma parte de la red del Metro de Santiago de Chile. Se encuentra por viaducto sobre la Avenida Vicuña Mackenna, en la comuna de La Florida, entre las estaciones Rojas Magallanes y San José de la Estrella de la línea 4. La estación Trinidad, fue inaugurada el 30 de noviembre de 2005.
La estación resultó completamente destruida el 18 de octubre de 2019, producto de un incendio ocurrido en el marco de las protestas en Chile de 2019. Resultaron afectadas todas las instalaciones de la estación, incluidas las líneas de circulación, lo que impediría su funcionamiento normal hasta el 25 de septiembre de 2020 cuando fue reabierta, siendo además una de las dos últimas estaciones de toda la Red de Metro en reabrir sus puertas, junto con Protectora de la Infancia.

## Entorno y características
En el entorno inmediato de la estación se encuentra el colegio femenino Divina Pastora, dentro de un entorno netamente residencial (predominantemente casas unifamiliares y dos torres de departamentos de 18 pisos). Hacia la cordillera, se encuentra la industria manufacturera de electrodomésticos Sindelen, que incluso proveyó de una villa a sus trabajadores con una calle de servicio que da directamente hacia la fábrica. También se encuentra cercana a la Clínica Universidad del Desarrollo, campus de Odontología de la misma universidad. 
Tiene un flujo regular y constante de pasajeros y es una de las estaciones del viaducto de la Línea 4 que más promedio de pasajeros ingresa y egresan debido a la gran población que se encuentra en los alrededores. La estación posee una afluencia diaria promedio de 8447 pasajeros.

### Accesos
| Acceso | Intersección                     |
| ------ | -------------------------------- |
| A      | Av. Vicuña Mackenna con Trinidad |

## Origen etimológico
El nombre de esta estación recuerda al antiguo fundo Trinidad del sector, cuyo acueducto abovedado aún pasa por la avenida del mismo nombre. La intersección vial de esta avenida con Avenida Vicuña Mackenna se ubica en las inmediaciones de la estación.

## Galería

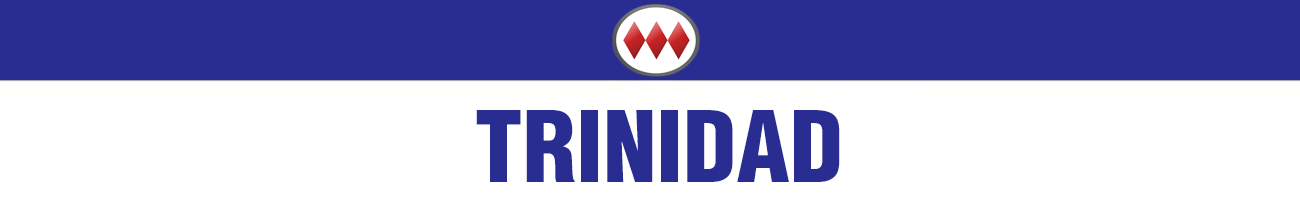
Cenefa utilizada actualmente en los andenes.
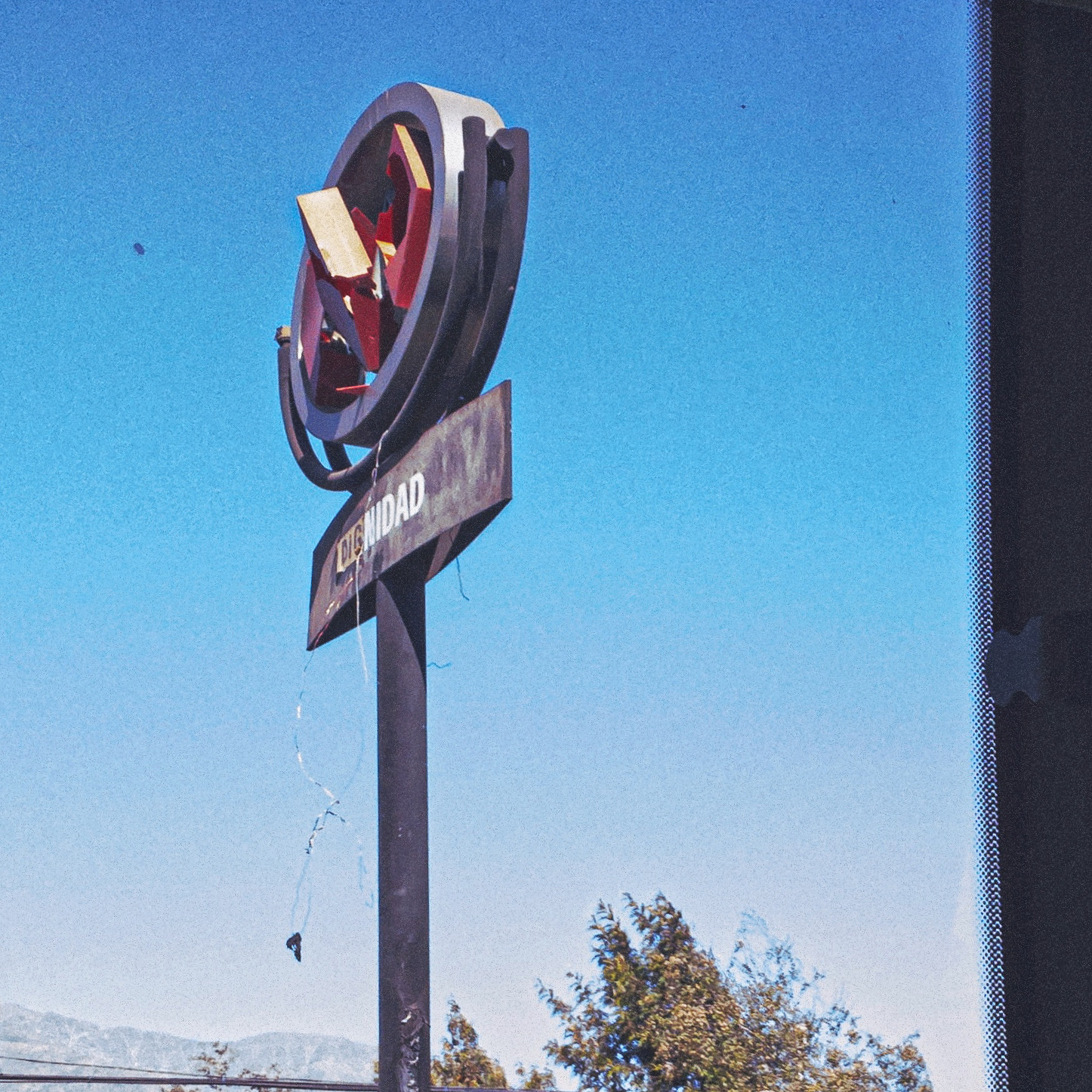
Parte de los daños sufridos por la estación en el marco del Estallido social de 2019.

## Conexión con Red Metropolitana de Movilidad
La estación posee 4 paraderos de la Red Metropolitana de Movilidad en sus alrededores, los cuales corresponden a:
| Paradero/ Código                  | Recorridos |
| --------------------------------- | --- |
| Parada 1 / Metro Trinidad (PE132) | 210 (Puente Alto) - 210e (Puente Alto) - 210v (Av. México) - 213e (Puente Alto) - F30n (Bajos de Mena)              |
| Parada 2 / Metro Trinidad (PE145) | 210 (Estación Central) - 210e (Estación Central) - 210v (Estación Central) - 213e (Plaza Italia) - F30n (La Moneda) |
| Parada 3 / Metro Trinidad (PE329) | E02 (Diego Portales) - E12 (Gabriela)                                                                               |
| Parada 4 / Metro Trinidad (PE351) | E02 (Metro Lo Ovalle) - E12 (Santa Rosa Paradero 18)                                                                |